# 生活大爆炸 (第二季)
美国情景喜剧《生活大爆炸》是哥伦比亚广播公司旗下的电视连续剧，第二季从2008年9月22日起开始播映，至2009年5月11日完结，共有23集。完整第二季DVD在2009年9月15日發行，而在2012年7月10日重新發行的藍光光碟都是採用重製的環繞聲，而DVD版本則是採用立體聲。
在第61屆黃金時段艾美獎中，吉姆·帕森斯以《沐浴物品禮物的假說（The Bath Item Gift Hypothesis）》一集獲提名黃金時段艾美獎最佳喜劇類劇集男主角，在2009年，電視指南亦將該集列為100 部最偉大劇集第60位。 在第61屆黃金時段艾美獎中，克莉絲汀·巴倫絲基亦以《母體的電容（The Maternal Capacitance）》一集獲提名黃金時段艾美獎喜劇類影集最佳客串女演員。

## 概述
生活大爆炸第二季开始后，各角色开始有了变化。谢尔顿·库珀变得越来越受观众喜爱，佩妮和伦纳德·霍夫斯塔特的关系也因失败的约会而变得不太好，但很快二人就和好如初，继续当邻居和朋友，谢尔顿和佩妮的关系也开始慢慢发展。在第二季结尾，佩妮对伦纳德表白了自己的真实感受。霍华德·沃洛维兹没有过多的改变，但在这一季，他与莱斯利·温克尔开展了一段性关系，这也让莱斯利短暂的成为了主角。

## 角色
| - 约翰尼·盖尔克奇 飾演 里安納·荷夫斯特博士 - 吉姆·帕森斯 飾演 薛爾登·高栢博士 - 凯莉·库柯 飾演 潘妮 - 西蒙·黑尔贝格 飾演 霍华德·沃洛维兹 - 昆瑙·纳亚尔 飾演 雷傑·高化波里博士 - 莎拉·吉爾伯特 飾演 萊斯利·溫克爾 | - 馬克·哈雷利克 飾演 埃里克·蓋博豪澤博士 - 卡羅爾·安·蘇西 飾演 和路威茲夫人 - 布萊恩·喬治 飾演 V.M.高化波里博士 - 愛麗絲·阿姆特 飾演 高化波里夫人 - 約翰·羅斯·博維 飾演 巴里·克里普克博士 - 薩拉·瑞 飾演 斯蒂芬妮·巴內特醫生 - 克莉絲汀·巴倫絲基 飾演 貝弗利·荷夫斯特博士 - 凱文·薩斯曼 飾演 斯圖爾特·布魯姆 - 布萊恩·帕特里克·韋德 飾演 庫爾特 | - 特拉維斯·舒爾特 飾演 埃里克 - 查理·辛 飾演 他自己 - 奥克塔维亚·斯宾塞 飾演 DMV員工 - 里奇·林德霍姆 飾演 雷蒙娜·諾維茨基 - 安娜莉·提普頓（劇中使用藝名） 飾演 她自己 - 艾米莉·哈佩（Emily Happe） 飾演 凱西·奧布萊恩 - 詩曼花·波特 飾演 她自己 - 邁克·特魯科 飾演 大衛·安德希爾博士 - 薩摩·格拉 飾演 她自己 - 乔治·斯穆特 飾演 他自己 - 瓦萊麗·阿茲琳 飾演 艾麗西亞 - 喬迪·林恩·奧基夫 飾演 米凱拉 |

## 剧集
| 總集數 | 集數 （季） | 標題                                               | 導演          | 編劇 | 首播日期       | 製作 代碼 | 美國收視人數 （百萬） |
| --- | ----------- | -------------------------------------------------- | ------------- | --- | -------------- | --------- | --------------------- |
| 18 | 1           | 壞魚的範例 The Bad Fish Paradigm                   | 马克·森卓斯基 | 故事：比爾·普拉迪 劇本：戴夫·格奇（Dave Goetsch）、史蒂文·莫拉羅                                                        | 2008年9月22日  | 3T7351    | 9.36                  |
| 里安納和佩妮第一次約會回家後，潘妮向謝爾頓承認她對里安納撒謊說她從社區大學畢業，因為覺得他不想和一個不聰明的女人約會，並讓薛爾登保證不告訴他。 可是薛爾登不能輕易保守秘密，所以他搬出公寓以逃避內心的衝突。 他先是和雷傑呆在一起，但在薛爾登批評艾西瓦娅·雷並將她與瑪都麗·荻西特相提並論之後，拉吉把他留在了霍華德的家裡。 薛爾登不僅不睡覺，而更不停說話，所以霍華德給了他安定片，但不起作用，最後把他帶回了公寓。 被下藥的薛爾登告訴里安納這個秘密。 第二天早上，里安納建議潘妮應該報名帕萨迪纳城市学院，但在她再次詢問他的感受後，他說他不介意和不聰明的人約會，潘妮當著里安納的面關上門。 標題出處: 霍華德在里安納與潘妮的關係中稱他為“壞魚”。 |             |                                                    |               | |                |           |                       |
| 19 | 2           | 陰片的拓撲 The Codpiece Topology                   | 馬克·森卓斯基 | 故事：查克·洛尔 劇本：比爾·普拉迪、李·阿倫森                                                                            | 2008年9月29日  | 3T7352    | 8.76                  |
| 在男孩們從文藝復興博覽會回來並看到潘妮和她的新男友埃里克之後，里安納在加州理工學院的食堂遇見萊斯利·溫克爾，後者提議恢復他們曾經的“關係”。在一夜情後，萊斯利建議他們慢慢來，先互相了解彼此。潘妮在利用埃里克讓里安納嫉妒（潘妮和埃里克以及里安納和萊斯利之間的競爭性親熱）失敗後拋棄了埃里克。薛爾登告訴潘妮，他對里安納和他的宿敵萊斯利約會感到不舒服，但在潘妮的建議下，他接受了這段關係。然而，薛爾登馬上故意與萊斯利就她支持的迴圈量子重力和他自己支持的弦理論的有效性引發爭論。萊斯利希望里安納支持她，但當他支持薛爾登時，萊斯利拋棄了里安納，讓薛爾登鬆了一口氣。薛爾登隨後安慰里安納，說距離漫畫展只有九個月的時間。 標題出處: 薛爾登表示文藝復興博覽會只是一個佩戴陰片的藉口。 |             |                                                    |               | |                |           |                       |
| 20 | 3           | 野蠻人的昇華 The Barbarian Sublimation             | 馬克·森卓斯基 | 故事：妮可·洛爾（Nicole Lorre） 劇本：史蒂文·莫拉羅、埃里克·卡普兰                                                      | 2008年10月6日  | 3T7353    | 9.33                  |
| 在潘妮不小心把自己鎖在公寓外面後，薛爾登讓她在他的公寓裡等鎖匠。潘妮在對她的演藝事業毫無進展，並且六個月沒有發生性關係感到沮喪後，她對看到薛爾登玩柯南時代感到好奇。他幫助潘妮開始熟習遊戲；她買了這個遊戲後，很快就沉迷於電子遊戲，並日夜不停地向薛爾登詢問遊戲技巧，這讓薛爾登很惱火。無奈之下，他向里安納尋求幫助，里安納試圖在潘妮的公寓裡與她交談，但她幾乎無視他。里安納隨後嘗試在遊戲中接近潘妮的角色，但她僅僅斬首了他的角色。在加州理工學院的食堂聽了萊斯利的話後，薛爾登確信潘妮需要做愛來緩解壓力，恢復正常的生活。薛爾登試圖借助網上約會服務為潘妮安排約會，但失敗了。最後，潘妮驚恐地發現自己接受了與霍華德在遊戲中的虛擬約會，並立即停止了玩遊戲，從而克服了她的上癮問題。 標題出處: 潘妮沉迷於罗伯特·欧文·霍华德蛮王柯南為背景的電腦遊戲柯南時代。 |             |                                                    |               | |                |           |                       |
| 21 | 4           | 獅鷲的等價 The Griffin Equivalency                 | 馬克·森卓斯基 | 故事：比爾·普拉迪、查克·洛尔 劇本：斯蒂芬·恩格爾（Stephen Engel）、蒂姆·多伊爾                                          | 2008年10月13日 | 3T7354    | 9.36                  |
| 雷傑因為發現了一顆名為2008 NQ17的海王星外天體而被人物雜誌評為30歲以下的30大焦點人物之一，這讓他的朋友們嫉妒，儘管里安納發現他們應該為他感到高興。雷傑在得到蓋布爾豪澤博士的明星待遇並獲得助理後變得傲慢，所以所有的人都拋棄了他，他只好邀請潘妮參加他的《人物》招待會。派對結束後，醉醺醺的雷傑帶著潘妮回家，並通過網絡攝像頭將她介紹給他的父母作為他的女朋友。雷傑的父母反對，因為她不是印度人，儘管他的父親喜歡潘妮的剛毅性格。潘妮否認是雷傑的女朋友，並在他因酗酒而生病後逃跑。第二天早上，清醒而害羞的雷傑試圖給潘妮書面道歉，但潘妮強迫他說出一個幾乎聽不見的“對不起”，然後才原諒他。 標題出處: 薛爾登想要一隻獅鷲作為他的理想寵物，並考慮找一個雷傑的替代品作為朋友。 |             |                                                    |               | |                |           |                       |
| 22 | 5           | 歐幾里得的替代方案 The Euclid Alternative          | 馬克·森卓斯基 | 故事：比爾·普拉迪、史蒂文·莫拉羅 劇本：李·阿倫森、戴夫·格奇                                                             | 2008年10月20日 | 3T7355    | 9.28                  |
| 幾天來，里安納一直在進行一項涉及僅在晚上可用的自由电子激光器的實驗，因此他不能像往常一樣開車送薛爾登去大學。薛爾登接連讓潘妮、霍華德和雷傑開車送他，但又因為他太煩人而將他逐出車外。朋友們最終達成了共識，並告訴薛爾登要他獲得駕駛執照並學習駕駛。在前往DMV後，薛爾登獲得了學習許可證，朋友們在客廳為他設置了一個駕駛模擬器。然而，薛爾登原來是個駭人聽聞的司機，聲稱自己太進化了，無法學會開車，所以他決定住在大學辦公室以避免上下班。里安納最終透露他實際上比他所說的提前一周完成了他的實驗，但為了避免不得不開車送薛爾登上班，他一直假裝仍然在進行實驗。 標題出處: 薛爾登上班路上最怕經過的歐幾里得大道。 |             |                                                    |               | |                |           |                       |
| 23 | 6           | 高栢-諾維茨基定理 The Cooper–Nowitzki Theorem      | 馬克·森卓斯基 | 故事：史提芬·恩格爾、戴利·哈格（Daley Haggar） 劇本：添·多伊爾、理查德·羅森斯托克（Richard Rosenstock）                 | 2008年11月3日  | 3T7356    | 9.67                  |
| 在里安納和薛爾登的演講之後，一位名叫雷蒙娜·諾維茨基的研究生對薛爾登印象深刻，以至於她暗示自己想進入他的生活，作為他柏拉圖式的女朋友/助手/管理人，這讓潘妮和其他人感到困惑。事實證明，雷蒙娜對薛爾登的工作產生了有益的影響，甚至在口頭對抗中勝過了他的競爭對手萊斯利·溫克爾，但雷蒙娜搬進了他的公寓以控制他，禁止他平時的娛樂活動，並迫使他只專注於他的研究。最終，薛爾登意識到他與雷蒙娜有“某種關係”，他向潘妮和里安納尋求幫助以擺脫她，但並沒有成功。薛爾登最終取得了一項研究突破，他告訴雷蒙娜，如果沒有她，他將永遠無法實現突破，並感激地詢問他能夠如何回報她。雷蒙娜建議他們通過稱他的發現為“高栢-諾維茨基定理”來分享榮譽。聽到這話，薛爾登憤怒地把她趕了出去。在另一個學生閱讀了新定理的预印本後，她以雷蒙娜最初的方式接近了薛爾登。 標題出處: 雷蒙娜·諾維茨基為薛爾登開發的定理提出的建議名稱。 |             |                                                    |               | |                |           |                       |
| 24 | 7           | 內褲皮納塔的極化 The Panty Piñata Polarization     | 馬克·森卓斯基 | 故事：比爾·皮禮迪、添·多伊爾 劇本：詹妮弗·格利克曼、史蒂文·莫拉羅                                                       | 2008年11月10日 | 3T7357    | 10.01                 |
| 潘妮的有線電視因無法支付每月的費用而被封鎖，她去男孩們的公寓看全美超級模特兒新秀大賽，這讓薛爾登絕望，讓霍華德和雷傑高興。然而，潘妮不小心觸到了薛爾登的洋蔥圈，並坐在他沙發上的位置上，因此得了“三擊”，包括之前的两次犯錯，所以薛爾登把她趕出了公寓。潘妮後來拒絕在芝士蛋糕廠為薛爾登服務。他們的爭執升級，薛爾登封鎖了潘妮的Wi-Fi使用權，而潘妮破壞了薛爾登的洗衣之夜。最終，在薛爾登把潘妮乾淨的內衣掛在戶外電話線上後，里安納給了她謝爾頓媽媽的電話號碼，“薛爾登的氪星石”，這樣潘妮就可以向她投訴薛爾登的事。薛爾登的母親強迫薛爾登向潘妮道歉並歸還她的衣物。與此同時，霍華德發現全美超級模特兒新秀大賽的模特兒們在洛杉矶的一所房子裡。為了決心進入這所房子，霍華德和雷傑使用所有合法的和其他的可用技術尋找它，接著真正找到它。霍華德和雷傑終於冒充有線電視人員進去了。 標題出處: 薛爾登把潘妮的衣服掛在電線上，並嘲弄她玩內褲皮納塔。 |             |                                                    |               | |                |           |                       |
| 25 | 8           | 蜥蜴-冼樸的擴展 The Lizard–Spock Expansion         | 馬克·森卓斯基 | 故事：比爾·皮禮迪 劇本：戴夫·格奇、詹妮弗·格利克曼                                                                      | 2008年11月17日 | 3T7358    | 9.76                  |
| 霍華德在酒吧遇到斯蒂芬妮·巴內特博士，並邀請她到喷气推进实验室駕駛火星车，但他的計劃因探測器被困在火星溝裡而失敗；他讓里安納把他未經授權的女訪客偷偷帶出大樓。斯蒂芬妮立刻喜歡上了里安納，比起霍華德更喜歡他，並在里安納的車裡和他親熱。霍華德隨後銷毀了與該任務有關的所有保安記錄和硬盤。後來，斯蒂芬妮告訴霍華德她已經開始和里安納約會，霍華德在斯蒂芬妮邀請他與她的朋友麗莎約會時原諒了他們。最終，霍華德從電視新聞中得知，火星車在火星溝底發現了水，但由於他已經銷毀了所有保安記錄，因此無法確定是誰對這一發現負責。與此同時，薛爾登和雷傑玩了一場石头、剪子、布、蜥蜴、史波克的遊戲，即傳統石头、剪子、布遊戲的“蜥蜴-冼樸擴展”，以決定看什麼電視節目，但他們都選擇了冼樸。然後他們和霍華德一起為里安納的餃子玩遊戲，當所有人再次選擇冼樸時，他們得出的結論是有人必須停止玩冼樸。他們試圖通過玩遊戲來確定誰能選擇冼樸，但又一次，所有人都選擇了冼樸。 標題出處: 薛爾登提議使用遊戲“石頭、剪子、布、蜥蜴、斯波克”，這是遊戲“剪刀、石頭、布”的擴展形式。 |             |                                                    |               | |                |           |                       |
| 26 | 9           | 白蘆筍的三角測量 The White Asparagus Triangulation | 馬克·森卓斯基 | 故事：戴夫·格奇、史蒂文·莫拉羅 劇本：史提芬·恩格爾、李察·羅森斯托克                                                     | 2008年11月24日 | 3T7359    | 10.19                 |
| 薛爾登認為醫生斯蒂芬妮是里安納唯一一個“可以忍受”的女朋友，也是薛爾登进取号星舰船員的理想醫生，由於他擔心里安納會毀了他們的關係，所以他試圖幫助里安納。然而，薛爾登在這對情侶共進浪漫晚餐並去看電影時加入了他們，這讓里安納感到沮喪。薛爾登認為里安納正在失去斯蒂芬妮，他要里安納在斯蒂芬妮面前打開一個頑固的白芦笋罐，以強調里安納的身體力量。然而，里安納不小心打碎了罐子，割傷了自己。斯蒂芬妮在她的醫院給里安納縫針，並告訴里安納晚上她不會按計劃和他一起睡覺，因為他需要休息。在家裡，里安納發現薛爾登入侵了他的Facebook帳戶並將他的狀態更改為“戀愛中”，里安納對薛爾登大喊大叫，因為薛爾登試圖干預他的關係。霍華德說兩週後里安納就會絕望了，但雷傑隨後發現斯蒂芬妮顯然將她的狀態改為“斯蒂芬妮·巴內特正和里安納·荷夫斯特談戀愛”。薛爾登對里安納和斯蒂芬妮的關係在他的干預下有所改善感到高興，並宣稱“薛爾登·高栢博士獲勝。” 標題出處: 里安納打破的罐子內的食物，以及突出的關係三角形（里安納-斯蒂芬妮-薛爾登）。                                        |             |                                                    |               | |                |           |                       |
| 27 | 10          | 瓦爾塔貝德之謎 The Vartabedian Conundrum           | 馬克·森卓斯基 | 故事：查克·洛尔、史蒂文·莫拉羅 劇本：比爾·皮禮迪、李察·羅森斯托克                                                       | 2008年12月8日  | 3T7360    | 10.80                 |
| 斯蒂芬妮很快搬進了里安納和薛爾登的公寓，儘管里安納直到薛爾登和潘妮指出才承認；潘妮隨後和里安納一起搜查了他的房間，里安納才發現斯蒂芬妮確實和他住在一起的各種跡象。在斯蒂芬妮給里安納買了他後來討厭的新衣服後，他意識到他與斯蒂芬妮的關係發展得太快了。里安納一再試圖告訴斯蒂芬妮希望她搬出去，但每次她都通過與里安納做爱來轉移他的注意力。與此同時，斯蒂芬妮在薛爾登抱怨耳鸣時給他做了身體檢查。在薛爾登潛入醫院進行自我檢查後，斯蒂芬妮假裝診斷出薛爾登患有喉炎，並指示他不要說話，她稱之為“薛爾登切除術”。 標題出處: 薛爾登不明白為什麼三樓的鄰居瓦爾塔貝德夫人不喜歡他。 |             |                                                    |               | |                |           |                       |
| 28 | 11          | 沐浴物品禮物的假說 The Bath Item Gift Hypothesis   | 馬克·森卓斯基 | 故事：比爾·皮禮迪、李察·羅森斯托克 劇本：史提芬·恩格爾、艾力·卡普蘭                                                     | 2008年12月15日 | 3T7361    | 11.42                 |
| 里安納遇見了客座學者和實驗物理學家大衛·安德希爾博士。儘管里安納嫉妒大衛是一個英俊和比他自己更成功的物理學家，但他還是欣然接受了大衛的提議，幫助他進行研究。大衛遇到潘妮並且兩人開始約會，但他們很快就分手了，因為潘妮在他的手機上發現他妻子的裸照，里安納只有在來到潘妮的公寓對她大喊抱怨他們自己離離合合的關係時才知道這件事。當里安納意識到自己的錯誤時，他和潘妮互相擁抱安慰對方。與此同時，薛爾登在擔心即將到來的圣诞节假期，因為他猶豫要為潘妮買什麼聖誕禮物，該禮物需要與潘妮送給他的禮物相同價值。在決定了買一籃沐浴用品後，薛爾登發現了一個問題－他不知道潘妮會買什麼禮物送給他，所以他購買了整個系列以應對所有意外情況。潘妮送給薛爾登的禮物是一張餐巾紙－由伦纳德·尼莫伊親筆簽名並使用過。薛爾登不知所措，因為他現在擁有尼莫伊的DNA並且可以培育自己的尼莫伊，他把所有的禮物籃都送給了潘妮，還給了潘妮一個難得的“薛爾登”擁抱。 標題出處: 薛爾登送給潘妮的禮物和劇集中台詞的一部分。                                                              |             |                                                    |               | |                |           |                       |
| 29 | 12          | 殺手機器人的不穩定性 The Killer Robot Instability  | 馬克·森卓斯基 | 故事：比爾·皮禮迪、李察·羅森斯托克 劇本：史蒂文·莫拉羅、戴利·哈格                                                       | 2009年1月12日  | 3T7362    | 11.81                 |
| 為了參加“南加州機器人格鬥聯盟循環邀請賽”，霍華德設計了一個戰鬥機器人-M.O.N.T.E. (Mobile Omnidirectional Neutralization and Termination Eradicator-移動式全向中和終結根除器)。當潘妮來到公寓時，霍華德開始和她調情，但潘妮認為太過分了，她用一些令他不舒服的事實猛烈抨擊他。霍華德感到受傷和沮喪，他回到家並留在房間裡，拒絕離開房子。里安納說服潘妮去霍華德家道歉，霍華德向潘妮講述了他所有失敗的戀情，潘妮安慰他說他內心是個好人，只是為了得到女朋友努力過頭了。霍華德試圖親吻潘妮，潘妮為了阻止霍華德，一拳打斷了他的鼻子，但霍華德感到很高興，覺得自己差不多得到“同情性爱”了。與此同時，男孩們的同事巴里·克里普克也參加了比賽，他向薛爾登和他們的機器人發起了一對一的挑戰。薛爾登接受了挑戰，但克里普克的機器人比M.O.N.T.E.優越得多。 而且，在工程師霍華德身體不適的情況下，克里普克可以輕鬆獲勝。薛爾登拒絕承認失敗，而M.O.N.T.E.被克里普克的機器人摧毀。 標題出處: 男生們創造的殺手機器人。                                                          |             |                                                    |               | |                |           |                       |
| 30 | 13          | 友誼的算法 The Friendship Algorithm                | 馬克·森卓斯基 | 故事：比爾·皮禮迪、李察·羅森斯托克 劇本：查克·洛爾、史蒂文·莫拉羅                                                       | 2009年1月19日  | 3T7363    | 11.10                 |
| 薛爾登聽說克里普克控制著開放科學網格計算電腦的使用權，因此薛爾登計劃與他成為朋友以獲得使用權。社交無能的薛爾登很煩惱，他的朋友在這方面幫不上什麼忙，為了尋找關於友誼的自助書籍，他讓里安納開車送他去書店。在那裡，薛爾登試圖和一個小女孩交朋友，但里安納讓他在被認作戀童癖之前迅速離去。書店裡的一本兒童讀物幫助薛爾登設計了一種流程图形式的算法用於結交新朋友。當薛爾登和克里普克一起去攀岩時，該算法證明了它的有效性，但薛爾登因為恐高症而暈倒了。回到公寓後，薛爾登決定與雷傑斷絕關係，為克里普克騰出自己的朋友空間。然而，當克里普克透露他實際上並沒有控制電腦的使用權時，薛爾登撤除了他並將雷傑恢復為朋友。 標題出處: 薛爾登創建的算法，用於與克瑞普吉交朋友。 |             |                                                    |               | |                |           |                       |
| 31 | 14          | 財務的滲透性 The Financial Permeability            | 馬克·森卓斯基 | 故事：查克·洛爾、史蒂文·莫拉羅 劇本：李察·羅森斯托克、艾力·卡普蘭                                                       | 2009年2月2日   | 3T7364    | 10.89                 |
| 當潘妮遇到重大經濟困難時，薛爾登借給她一些錢，讓她可以在有閒餘錢時償還。里安納得知潘妮的問題後，試圖幫助她削減開支，並在此過程中得知她的前男友庫爾特欠她1,800美元。在沒有告訴潘妮的情況下，里安納和朋友們去庫爾特的地方追回了錢。然而他們沒有成功，庫爾特更用不可磨滅的墨水在里安納的額頭上寫下了“我欠佩妮1,800美元，庫爾特”。在庫爾特出人意料地還錢後，潘妮償還薛爾登借給她的錢。但是令里安納失望的是，庫爾特沒有告訴潘妮里安納的上門來訪，而是趁機試圖和她複合。 標題出處: 當薛爾登主動提出幫助潘妮時，展現出他非常願意在經濟上幫助他的朋友。 |             |                                                    |               | |                |           |                       |
| 32 | 15          | 母體的電容 The Maternal Capacitance                | 馬克·森卓斯基 | 故事：查克·洛爾、比爾·皮禮迪 劇本：李察·羅森斯托克、史蒂文·莫拉羅                                                       | 2009年2月9日   | 3T7365    | 13.11                 |
| 當里安納得知他的母親、傑出的精神科醫師和神經科學家貝弗利·霍夫施塔特博士要來探望他時，他變得很擔心。到達後，貝弗利遇到了潘妮；在他們行樓梯到里安納的公寓時，潘妮因與父親的童年問題接受了貝弗利的心理分析，更淚流滿面。另一方面，薛爾登立即與貝弗利建立了一種舒適的關係，因為他發現貝弗利和自己一樣嚴格和合乎邏輯。霍華德和雷傑也與貝弗莉見面，但在得知霍華德仍然和他的母親住在一起，而雷傑不能和女人說話後，貝弗利很快宣稱他們處於“替代同性婚姻”中。里安納後來去和潘妮聊天，他們通過討論各自的童年父母問題來互相安慰。喝醉後，潘妮和里安納一起躺在床上，但里安納引用精神病學理論破壞了這一刻，暗示他實際上是在和他的媽媽發生性關係，而潘妮和她的父親發生性關係。潘妮對他們的行為感到震驚，將里安納趕出她的公寓。潘妮想在第二天再談這件事，但里安納懇求她不要再提這件事了。 標題出處: 里安納的母親來探望他。 |             |                                                    |               | |                |           |                       |
| 33 | 16          | 坐墊的飽和度 The Cushion Saturation                | 馬克·森卓斯基 | 故事：查克·洛爾 劇本：比爾·皮禮迪、李·阿倫森                                                                            | 2009年3月2日   | 3T7366    | 10.94                 |
| 一場彩彈比賽後，潘妮不小心在薛爾登的沙發墊上射了幾個綠色彩彈，她和里安納努力修復它。薛爾登仍然對他最終乾洗後的墊子感到沮喪和不滿，他在接下來的彩彈比賽中團隊殺死了潘妮，致使其他人投降。與此同時，萊斯利和霍華德在比賽中兩次發生性關係後開始了戀愛關係。萊斯利確保霍華德的工作獲得資金，甚至邀請他前往參觀日內瓦的歐洲核子研究中心大型強子對撞機項目，但要霍華德陪她參加婚禮，否則威脅撤回邀請。所以性只是萊斯利控制霍華德的方式。雖然最初不情願，霍華德後來在萊斯利安慰他之後，愉快地接受了他作為“性玩具/手臂糖果”的角色。 標題出處: 潘妮用油漆“浸透”了薛爾登的墊子。 |             |                                                    |               | |                |           |                       |
| 34 | 17          | 終結者的解耦 The Terminator Decoupling             | 馬克·森卓斯基 | 故事：比爾·皮禮迪、戴夫·格奇 劇本：添·多伊爾、史提芬·恩格爾                                                             | 2009年3月9日   | 3T7367    | 9.46                  |
| 男孩們前往旧金山參加會議，與演講嘉賓2006年诺贝尔奖獲得者乔治·斯穆特博士會面。在火車上，男孩們注意到《終結者外傳》的薩摩·格拉也在他們的車上。雷傑在第一個接近她之前喝了一杯啤酒，他們相處得很好，直到霍華德發現雷傑實際上喝了不含酒精的啤酒，這顯然具有安慰劑效應，霍華德向雷傑指出這一點，後者隨即恢復了他通常的選擇性緘默症。霍華德隨即接手，但他尷尬的風格讓薩摩感到毛骨悚然。里安納終於得到了機會，但還沒來得及自我介紹，薩摩就下了火車。與此同時，薛爾登意識到他忘記了攜帶他想給斯穆特看的論文的闪存盘，需要潘妮的幫助才能找到它並通過電子郵件發送給他。然而，在會議上，斯穆特對謝爾頓的研究不為所動。 標題出處: 薩摩·格拉和佐治·斯穆特客串演出。 |             |                                                    |               | |                |           |                       |
| 35 | 18          | 工作之歌－納米簇 The Work Song Nanocluster         | 彼得·查科斯   | 故事：比爾·皮禮迪、李·阿倫森 劇本：戴夫·格奇、李察·羅森斯托克                                                           | 2009年3月16日  | 3T7368    | 9.76                  |
| 潘妮開發了她稱之為“便士花”的自製发夹，旨在將它變成一個有利可圖的在家生意。在薛爾登的幫助下，潘妮發展了一條高效的裝配線，霍華德、雷傑和里安納後來也加入了。里安納設計了銷售網站，他們立即收到東盧瑟福LGBT聯盟一千個便士花的訂單。儘管他們最初很高興，但他們意識到里安納不小心在網站上添加了一日加急選項，因此他們必須通宵工作才能完成訂單。然而，第二天早上，他們發現同一個買家的訂單翻了一番，男孩們因為筋疲力盡而退出了。薛爾登一邊喝咖啡保持清醒，一邊穿著閃電俠套裝在公寓裡跑來跑去，同時試圖幫助潘妮完成新訂單。 標題出處: 薛爾登和潘妮為同步製造過程而唱的一首歌。 |             |                                                    |               | |                |           |                       |
| 36 | 19          | 死亡妓女的並列 The Dead Hooker Juxtaposition       | 馬克·森卓斯基 | 史蒂文·莫拉羅 | 2009年3月30日  | 3T7369    | 9.77                  |
| 里安納和薛爾登樓上公寓的前租戶搬走了。在霍華德試圖租用公寓失敗後，一位名叫艾麗西亞的金髮美女搬了進來。艾麗西亞和潘妮一樣，是一位有抱負的女演員；她在電視劇CST的一集中獲得了一個死亡妓女的角色。除了薛爾登，其他人都對艾麗西亞著迷，她利用這一點讓他們幫助她搬進來，或者為她勞動。潘妮因此失去了男孩們的注意力，並開始怨恨艾麗西亞利用他們的方式。潘妮試圖通過用中國菜收買他們，提議和他們一起看太空堡垒卡拉狄加，甚至背一個量子力学笑話來贏回她的朋友。艾麗西亞吹噓她對男孩們的剝削，同時也渴望他們的收入，潘妮與她對質。艾麗西亞回應說潘妮像她一樣利用男孩們，潘妮對她進行了身體攻擊。搏鬥結束後，男孩們將受傷的潘妮帶回里安納和薛爾登的公寓，並得知艾麗西亞正在與一名CSI製片人做爱，這讓潘妮評論說艾麗西亞是“電視上的死妓女，現實生活中的活妓女”。 標題出處: 潘妮的台詞總結了艾麗西亞的行為，她在電視節目CSI中扮演一名死去的妓女時，現實通過做爱來獲得成功。                                                                                            |             |                                                    |               | |                |           |                       |
| 37 | 20          | 荷夫斯特的同位素 The Hofstadter Isotope            | 馬克·森卓斯基 | 戴夫·格奇 | 2009年4月13日  | 3T7370    | 10.13                 |
| 潘妮與男孩們去漫畫書店買侄子的生日禮物，店主斯圖爾特約她出去約會，這讓里安納嫉妒。為了不想胡思亂想，里安納讓霍華德和雷傑帶他去酒吧與女人社交，但他和霍華德都沒有成功找到女人。他們決定放棄，只見一個肥女人想認識雷傑。斯圖爾特與潘妮的約會進展順利，直到薛爾登來到潘妮的公寓，薛爾登開始與斯圖爾特爭論誰應該接替布魯斯韋恩成為蝙蝠俠，在此期間潘妮睡著了。雷傑在肥女人的床上醒來，她肥大的手臂緊緊地抓著他。雷傑想站起來，但肥女人把他拉了回來。 標題出處: 里安納聲稱斯圖爾特本質上和他是同一個人。 |             |                                                    |               | |                |           |                       |
| 38 | 21          | 維加斯的重整化 The Vegas Renormalization           | 馬克·森卓斯基 | 故事：傑西卡·安布羅塞蒂（Jessica Ambrosetti）、妮可·洛爾（Nicole Lorre） 安德魯·羅斯（Andrew Roth） 劇本：史蒂文·莫拉羅 | 2009年4月27日  | 3T7371    | 9.31                  |
| 萊斯利結束了她與霍華德的“friends with benefits”關係，讓他心煩意亂。里安納和雷傑帶霍華德去内华达州的拉斯维加斯旅行，希望他振作起來。在那裡，一個名叫米凱拉的妓女接近拉吉，他和里安納決定僱用她來與霍華德“約會”。霍華德很快意識到她是個妓女，但仍然感謝里安納和雷傑安排了“約會”。與此同時，薛爾登拒絕去拉斯維加斯，他很高興能夠一個人度過週末，直到他忘記了帶他的公寓鑰匙。潘妮不情願地讓薛爾登留在她的公寓裡，薛爾登在她的床上過夜（潘妮睡在她的沙發上，薛爾登拒絕睡在沙發上，因為對他來說太小了），因此，薛爾登認為他對“friends with benefits”這個術語有更好的了解。 標題出處: 拉斯維加斯之行讓霍華德重回老路。 |             |                                                    |               | |                |           |                       |
| 39 | 22          | 機密材料的湍流 The Classified Materials Turbulence | 馬克·森卓斯基 | 故事：查克·洛爾、李·阿倫森 劇本：比爾·皮禮迪、史蒂文·莫拉羅                                                             | 2009年5月4日   | 3T7373    | 9.25                  |
| 霍華德通過贈送新漫畫書給他的所有朋友來慶祝他最新發明的推出，即用於国际空间站的零重力人類廢物處理系統（廁所）。然而，霍華德後來發現他犯了一個錯誤，導致馬桶在沖水10次後會出現故障並爆裂，所以男孩們集合起來嘗試修復它（參考阿波羅13號的肯·马丁利），整夜工作以尋找解決方案，甚至用霍華德媽媽做的肉餅測試馬桶。霍華德的修復失敗了，國際空間站的太空人都進行了一次計劃外的“太空行走”。在漫畫書店，斯圖爾特告訴里安納他要去和潘妮進行第二次約會並徵求建議。里安納故意盡可能長時間地避開斯圖爾特，最後更給了他不好的建議。第二天，里安納感到內疚並去向斯圖爾特道歉。斯圖爾特透露約會進展順利，直到他們開始在他的車裡親熱，潘妮不小心稱他為“里安納”。里安納心中暗喜。 標題出處: 霍華德他們試圖修復的機密“太空廁所”。 |             |                                                    |               | |                |           |                       |
| 40 | 23          | 單極的探險 The Monopolar Expedition                | 馬克·森卓斯基 | 艾力·卡普蘭、李察·羅森斯托克                                                                                            | 2009年5月11日  | 3T7372    | 9.81                  |
| 薛爾登贏得了国家科学基金会的資助，前往地磁北极進行為期三個月的探險，以探測磁单极子並證明弦理論的有效性。經過一番猶豫，薛爾登決定去北極，並邀請里安納、霍華德和雷傑加入； 他們最初也猶豫不決，因為這意味著與薛爾登一起被關在小屋里三個月，但最終同意了。為了準備，薛爾登和他們在芝士蛋糕工廠的冷凍室練習，但後來證明沒有必要，因為發現他們實際上將會在溫暖的小屋裡度過三個月。遠征前一天晚上，里安納猶豫去還是不去，因為這意味著整個夏天都見不到潘妮。在潘妮給了里安納一條長袖毯子和一個長長的擁抱之後，他相信潘妮也會想念他。第二天早上，里安納再次見到潘妮時，她聲稱只是希望他一路平安，但在里安納關上門後，潘妮悲傷地低聲說她希望他不要離開。 標題出處: 男孩們的極地尋找磁單極子探險。 |             |                                                    |               | |                |           |                       |